# Лимар Олександр Леонідович
Олександр Леонідович Лимар (нар. 14 жовтня 1985, с. Мирівка, Київська обл., Україна) – український бізнесмен, фінансист, правознавець та адвокат, засновник fintech-компанії Universal Financial Assistant та адвокатського бюро «Лимар і Партнери». 

## Життєпис
Народився в селі Мирівка, Київської області, в сім’ї агрономів.

### Освіта
Олександр Лимар загальну середню освіту отримав в місцевій школі. Свою першу вищу освіту отримав у Білоцерківському національному аграрному університеті (БНАУ), де навчався на економічному факультеті.
Пізніше продовжив навчання в Харкові – як студент Національного юридичного університету імені Ярослава Мудрого, де отримав другу вищу освіту у галузі юриспруденції.
Брав активну участь у студентському житті обох своїх навчальних закладів, був членом студентських рад і об'єднань, обіймав посаду старости курсу та студентського ректора в Білоцерківському національному аграрному університеті, а також очолював студентську раду рідного міста.

### Трудовий шлях
Лимар Олександр свою кар'єру розпочав як підприємець, створивши малий підприємницький проект в галузі роздрібної торгівлі, незабаром після закінчення навчання в БНАУ.
Після отримання диплому в Національному юридичному університеті ім. Ярослава Мудрого, приєднався до однієї з фірм у Білій Церкві, де почав кар'єру як юрист, спеціалізуючись на фінансовій та юридичній підтримці бізнесу.
Починаючи з 2017 року, Олександр Лимар почав вивчати сферу інформаційних технологій, одночасно розвиваючи свій бізнес у секторі фінансів та юриспруденції, надаючи фінансові та юридичні послуги українським та іноземним компаніям як приватний підприємець.
У 2021 році здійснив реорганізацію та об'єднав свій бізнес під одним брендом, створивши компанію Universal Financial Assistant. Окрім надання юридичних та фінансових послуг для підприємств, ця компанія також спеціалізується на бухгалтерському аудиті та консалтингових послугах.
У 2023 році розширив свою діяльність у галузі права, заснувавши адвокатське бюро «Лимар і Партнери».

## Волонтерство
Олександр Леонідович Лимар систематично виділяє частину свого доходу з бізнесу на благодійні цілі, особливу увагу приділяє підтримці Сил оборони України та допомогу тим, хто постраждав від російської агресії, починаючи з 24 лютого 2022 року.
В перші дні вторгнення активно фінансував евакуацію жінок та дітей з Києва, сплачуючи перевезення приватними автобусами.
Після звільнення північних областей України  продовжує надавати фінансову підтримку Збройним Силам України, допомагаючи підрозділам на східних та південних напрямках фронту. Купує та передає військовим необхідне спорядження та засоби, такі як тепловізори, дрони, бронежилети, шоломи та інше.

## Відзнаки та нагороди
Олександр Лимар відзначений нагородним годинником від підрозділу Повітряних Сил в Київській області за активну участь у зміцненні національної безпеки та оборони України.

## Публіцистика
Олександр Леонідович Лимар - автор блогу фінансово-економічного спрямування, в якому аналізує актуальні події в Україні та світі. Має авторську колонку на сторінках ділового українського видання MC.today.
Як експерт з економіки, фінансів та права систематично дає коментарі ЗМІ щодо важливих фінансово-економічних та економіко-політичних питань. Зокрема, давав коментарі виданням "ГОРДОН", "Апостроф", "ФОКУС", "Delo", "UBR" та іншим.